# Anilios nema
Anilios nema — вид змій родини сліпунів (Typhlopidae). Ендемік Австралії.

## Поширення й екологія
Anilios nema відомі з двох місцевостей, одна з яких лежить у передмістях Дарвіну на Північній Території, а друга — в районі уранових шахт Рам-Джангл за 105 км на південь від Дарвіна. Вони живуть у садах, сухих чагарникових заростях і рідколіссях.